# Tales of the Vampires
Tales of the Vampires es una novela gráfica de cinco números - más tarde recogida en un solo volumen -, publicada por Dark Horse Comics y que tiene lugar en el Buffyverso. Comprende una antología de historias cortas escritas por Joss Whedon, Jane Espenson, Ben Edlund y Drew Goddard. Cada historia cuenta el relato de uno o más vampiros del Buffyverso, y los otras historias no contadas son conectadas por una historia escrita por Whedon.
La antología es presentada como una serie de historias contadas por un viejo vampiro a un grupo de vigilantes. Tales of the Vampires es el relato de esas historias y funciona como puente para los otras historias de la antología. Las historias de este relato son consideradas normalmente como parte del Buffyverso canónico.
Dark Horse publicó un nuevo one-shot especial basado en Tales of the Vampire por Becky Cloonan, Vasilis Lolos, Gabriel Bá y Fabio Moon en junio de 2009. Específicamente, este one-shot es una conexión con la octava temporada de Buffy the Vampire Slayer siguiendo a la historia Harmonic Divergence en la que los vampiros se dan a conocer al público en general.

## Publicaciones

### Drawing on Your Nightmares
Especial one-shot
de Halloween - 10 de septiembre de 2003.
| |                |               |  |  |  |
| Dames | Brett Matthews | Sean Phillips |  |  |  |
| Una historia oscura en el que un vampiro apostador conoce la horma de su zapato mientras viaja por los casinos de Las Vegas, EE. UU., en 1930. Aparece en un historieta de un solo capítulo Drawing on Your Nightmares. |                |               |  |  |  |

### Número 1
Cubierta publicada - 10 de diciembre de 2003 - por John Totleben.
| |              |                               |  |  |  |
| Tales of the Vampires Part I | Joss Whedon  | Alex Sánchez y Derek Fridolfs |  |  |  |
| En una academia de vigilantes victoriana, los profesores enseñan a un grupo de jóvenes vigilantes acerca de los vampiros haciéndoles escuchar las historias de un vampiro cautivo particularmente malvado, Roche. |              |                               |  |  |  |
| |              |                               |  |  |  |
| The Problem with Vampires | Drew Goddard | Paul Lee                      |  |  |  |
| Días antes de los acontecimientos de Terror en el instituto, vemos cómo Spike y Drusilla huyen del caos de Praga. Drusilla ha sido capturada por un inquisidor humano y encerrada en la cárcel de Praga. El inquisidor procede a torturar a Drusilla en una silla especialmente diseñada para ello en el 1748. Espera que Drusilla siempre recordará el dolor, sirviendo así de advertencia para que los otros vampiros se alejen de las gentes de Praga. Drusilla empieza a recordar las cosas que la hacen feliz, incluyendo niñas perdidas en la feria y niños vagando demasiado lejos de casa, para así olvidar la tortura. Spike está bajo un puente donde fue lanzado por alguien que le clavó una estaca a centímetros del corazón sin llegar a matarlo, por lo que puede huir y advertir a los otros vampiros que se alejen de Praga. Entonces atraviesa la ciudad, encuentra a Drusilla, y despacha a su captor. Spike recoge a una Drusilla debilitada y la lleva fuera de la habitación, dirigiéndose a una ciudad con la Boca del infierno llamada Sunnydale. |              |                               |  |  |  |
| |              |                               |  |  |  |
| Stacy | Joss Whedon  | Cameron Stewart               |  |  |  |
| Una vampiresa adolescente llamada Stacy explica cómo, mientras era humana, estaba atraída por la magia. El relato de Stacy empieza con una explicación de por qué es diferente y especial al entender la magia. Mientras intenta explicar esto a sus dos amigos, Jason y Dwayne, durante una sesión de El señor de los anillos que la cautiva, sabemos que está sola en sus creencias. Después de la película, en una visión se convierte en una princesa elfo que lucha contra los orcos. En realidad, se pasa el tiempo luchando contra los avances de su amigo Jason. Stacy nos recuerda de nuevo que la mayoría de la gente piensa que su magia es ridícula, pero entonces nos sorprende diciendo que la mayoría de la gente nunca ha sido asesinada tampoco. Después nos cuenta cómo la convirtieron en vampiro en una fiesta de la que se levantó dos días después entre unos arbustos. Durante todo ese tiempo nadie la encontró. Entonces esa chica se volvió "conecada" ("malvada, pero conectada"). Finalmente se da cuenta de que la magia reside no en las elfas solitarias, sino en las hordas de orcos, los monstruos. Reclama su magia con la ayuda de otros vampiros. |              |                               |  |  |  |

### Número 2
Cubierta publicada - 14 de enero de 2004 - por Ben Templesmith
| |                |                               |  |  |  |
| Tales of the Vampires Part II | Joss Whedon    | Alex Sánchez & Derek Fridolfs |  |  |  |
| Edna, una de las jóvenes entrenadas en la academia de vigilantes empieza a hablar sobre la sospecha de las intenciones de Roche al contar esas historias. |                |                               |  |  |  |
| |                |                               |  |  |  |
| Spot the Vampire | Jane Espenson  | Scott Morse                   |  |  |  |
| Spot the Vampire es un poema puntuado. El diseño está influenciado por el estilo de una recista de juegos infantiles del 1950 y las revistas de Nueva York. La historia es sencilla, una sola imagen de un almacén donde la gente compra en el 1950 en el día de las compras Navidad. El lector es invitado a observar a cada persona en la imagen y descubrir quién es el vampiro. |                |                               |  |  |  |
| |                |                               |  |  |  |
| Jack | Brett Matthews | Vatche Mavlian                |  |  |  |
| La historia empieza en el Londres de 1888 con otro crimen reportado al policía Superintendente Mallory. El Inspector Whitcomb está investigando el caso de Jack pero tiene un secreto. |                |                               |  |  |  |

### Número 3
Cubierta publicada - 13 de febrero de 2004 - por Erix Powell.
| |               |                               |  |  |  |
| Tales of the Vampires Part III | Joss Whedon   | Alex Sánchez & Derek Fridolfs |  |  |  |
| Edna, una de las jóvenes entrenadas en la academia de vigilantes usa su sospecha para provocar una reacción violenta de la parte de Roch. |               |                               |  |  |  |
| |               |                               |  |  |  |
| Father | Jane Espenson | Jason Alexander               |  |  |  |
| El relato de una larga relación entre un vampiro y su hijo humano contado desde la vista del último. |               |                               |  |  |  |
| |               |                               |  |  |  |
| Antique | Drew Goddard  | Ben Stenbeck                  |  |  |  |
| Buffy, Kira, y otra escita activada Cazavampiros irrumpen en la morada del legendario, Vlad Drácula, en un esfuerzo por rescatar al camarada de Buffy, Xander que ha sido llevado a un trance para servir de lacayo de Drácula. Después de una breve batalla, Dracula finalmente accede a soltar a Xandery entregarlo a Buffy. Esta historia marca la primera aparición de Buffy y Xander después de La elegida, el episodio final de la serie. |               |                               |  |  |  |

### Número 4
Publicación de la portada - 17 de marzo de 2004 - por Ben Edlund
| |               |                               |  |  |  |
| Tales of the Vampires Part IV | Joss Whedon   | Alex Sánchez & Derek Fridolfs |  |  |  |
| Finalmente Roche revela sus orígenes. |               |                               |  |  |  |
| |               |                               |  |  |  |
| Dust Bowl | Jane Espenson | Jeff Parker                   |  |  |  |
| Joe Cooper intenta trabajar en un campo que la lluvia no ha tocado mientras se aproxima el Dust Bowl de 1933. Pronto es convertido en vampiro, pero tendrá que acostumbrarse a la experiencia por él mismo. |               |                               |  |  |  |
| |               |                               |  |  |  |
| Taking Care of Business | Ben Edlund    | Ben Edlund & Derek Fridolfs   |  |  |  |
| Un vampiro de la 15ª centuria que fue un inquisidor se ha vuelto loco después de tanto tiempo y cree que el clero debería ser asesinado porque están en lo cierto al decir que Dios existe y Dios prefiere la duda. Piensa que es un agente de Dios, hasta una noche en la que está comprando dulce en una gasolinera en San Gabriel donde una confrontación de mentes se establece entre el vampiro y un hombre - con collar de perro - que dice ser Dios. |               |                               |  |  |  |

### Número 5
Publicación de la portada - 28 de abril de 2004 - por Ben Edlund.
| |                |                               |  |  |  |
| Tales of the Vampires Part V | Joss Whedon    | Alex Sánchez & Derek Fridolfs |  |  |  |
| Edna descubre al sire de Roche mientras su plan llega a la conclusión.                                                                        |                |                               |  |  |  |
| |                |                               |  |  |  |
| Some Like it Hot | Sam Loeb       | Tim Sale                      |  |  |  |
| Un vampiro busca divertirse a la luz del día a través de una inusual cirugía.                                                                 |                |                               |  |  |  |
| |                |                               |  |  |  |
| Numb | Brett Matthews | Cliff Richards                |  |  |  |
| Cuenta algunos breves acontecimientos que le pasan a Ángel, mientras que controla a su parte demoníaca durante Enmiendas.                     |                |                               |  |  |  |
| |                |                               |  |  |  |
| Tales of the Vampires Part VI | Joss Whedon    | Alex Sánchez & Derek Fridolfs |  |  |  |
| Se descubre que Edna es Edna Fairweather, la abuela de Giles, mientras es rescatada por los vigilantes pero los maldice por su incompetencia. |                |                               |  |  |  |